# Mets Sepasar
Mets Sepasar là một đô thị thuộc tỉnh Shirak, Armenia. Dân số ước tính năm 2011 là 909 người.